# Himerois
Himerois is een geslacht van vlinders van de familie Uilen (Noctuidae), uit de onderfamilie Acontiinae.

## Soorten
- H. periphaea Turner, 1920
- H. stereocrossa Turner, 1942
- H. thiochroa Turner, 1902
- H. univittata Pagenstecher, 1900